# Nuốc đuôi vạch
Apaloderma vittatum là một loài chim trong họ Trogonidae.